# Gudstjänsten (radioprogram)
Gudstjänsten i P1 är ett program i  Sveriges Radio P1. söndagar kl 11:03. Det hade premiär 1925 och är Sveriges Radios äldsta program. Den första gudstjänsten, och det allra första svenska radioprogrammet, sändes dock i radio 25/12 1923 från Jakobs kyrka i Kungsträdgården innan Sveriges Radio fanns.
Programmen är kristna gudstjänster från olika kyrkor och samfund runt om i landet. Det sänds även gudstjänster som innehåller religionsmöten eller samtalsgudstjänster om livets stora frågor.